# Xã Woodward, Quận Clearfield, Pennsylvania
Xã Woodward (tiếng Anh: Woodward Township) là một xã thuộc quận Clearfield, tiểu bang Pennsylvania, Hoa Kỳ. Năm 2010, dân số của xã này là 3.992 người.